# Mendi (Etiopia)
Mendi – miasto w Etiopii, w regionie Oromia.